# Пастозная техника живописи
Пастозная техника, пастозность (от итал. pastoso — тестообразный), также корпусная техника — в живописи техника работы плотными, непросвечивающими (кроющими) слоями, мазками краски, иногда создающими рельефность; по значению противоположна лессировке.
Используется преимущественно в масляной живописи, так как именно масляные краски обладают необходимой вязкостью и густотой. В последнее время широко распространяется пастозная техника и в живописи акрилом, так как плотная фактура мазка акриловых красок хорошо сохраняется при высыхании без признаков растрескивания.
В пастозной технике можно также писать гуашью и восковыми красками; в акварели и темпере она невозможна. Достоинство этой техники состоит в том, что она позволяет долго работать над картиной, внося многократные изменения и исправления; её недостатком же является высокая вероятность возникновения кракелюров и так называемой жухлости красок. При работе в пастозной технике вместо кисти применяются мастихин или просто большой палец руки.
Пастозные приёмы применяются для усиления экспрессивности; кроме того, густой, рельефный пастозный мазок подчёркивает форму и рельефность изображаемых предметов.